# ЮАС на летних Олимпийских играх 1956
ЮАР принимала участие в Летних Олимпийских играх 1956 года в Мельбурне (Австралия) в одиннадцатый раз за свою историю, и завоевала четыре бронзовые медали.

## Медалисты
| Медаль | Спортсмен                                                   | Вид спорта | Дисциплина                               |
| ------ | ----------------------------------------------------------- | ---------- | ---------------------------------------- |
| Бронза | Генри Лоубшер                                               | Бокс       | Мужчины, до 63,5 кг                      |
| Бронза | Дэниэл Беккер                                               | Бокс       | Мужчины, до 91 кг                        |
| Бронза | Альфред Свифт                                               | Велоспорт  | Мужчины, гит 1000 м                      |
| Бронза | Натали Майбёрг Сьюзан Робертс Мойра Эбернети Жанетт Майбёрг | Плавание   | Женщины, эстафета 4×100 м вольным стилем |